# Araneus carroll
Araneus carroll là một loài nhện trong họ Araneidae.
Loài này thuộc chi Araneus. Araneus carroll được Herbert Walter Levi miêu tả năm 1973.